# 堺市立五箇荘小学校
堺市立五箇荘小学校（さかいしりつ ごかしょう しょうがっこう）は、大阪府堺市北区にある公立小学校。

## 沿革
明治時代初期に当時の大鳥郡船堂村（町村制施行により五箇荘村）に設置された泉州第七番小学校を起源としている。1911年に現校地へ移転している。
地域の住宅開発に伴って1950年代以降児童数が増加したため、当校から堺市立東浅香山小学校（1959年）・堺市立五箇荘東小学校（1977年）・堺市立新浅香山小学校（1988年）の3校が分離している。

### 年表
- 1873年3月5日 - 泉州第七番小学校として、大鳥郡船堂村・正覚寺に開校。
- 1887年4月1日 - 大鳥郡船堂尋常小学校と称する。
- 1896年4月1日 - 郡の合併により、泉北郡船堂尋常小学校と称する。
- 1900年 - 泉北郡五箇荘尋常小学校に改称。
- 1911年 - 現在地に移転。
- 1922年 - 高等科を併設。泉北郡五箇荘尋常高等小学校に改称。
- 1938年9月 - 五箇荘村が堺市に編入されたことに伴い、堺市五箇荘尋常高等小学校に改称。
- 1941年4月1日 - 国民学校令により、堺市五箇荘国民学校に改称。
- 1947年4月1日 - 学制改革により、堺市立五箇荘小学校に改称。
- 1958年9月 - 分教場を設置。分教場校区内の3年生までの児童を収容。
- 1959年4月1日 - 分教場が堺市立東浅香山小学校として独立開校。
- 1964年 - 北花田町の一部を校区に編入。
- 1977年4月1日 - 堺市立五箇荘東小学校を分離。
- 1988年4月1日 - 従来の校区の一部を、新設の堺市立新浅香山小学校の校区へ分離。

## 通学区域
- 堺市北区 奥本町、蔵前町（一部）、新堀町、宮本町。

卒業生は基本的に堺市立五箇荘中学校に進学する。

## 交通
- 南海バス 新堀町バス停から西へ徒歩約3分、蔵前西バス停から北へ徒歩約5分
- Osaka Metro御堂筋線 北花田駅下車、南西方向へ徒歩約10分
- 大阪府道28号大阪高石線（ときはま線） 蔵前町西交差点の一つ北の信号から旧長尾街道沿いを西へすぐ。

## 著名出身者
- 名願斗哉 - サッカー選手